# Niskogłów miedziany
Niskogłów miedziany (Tapinauchenius cupreus) – gatunek pająka z infrarzędu ptaszników i rodziny ptasznikowatych. Endemit Ekwadoru.

## Taksonomia
Gatunek ten opisany został po raz pierwszy w 1996 roku przez Güntera Schmidta i Stefana Bauera na łamach Arachnologisches Magazin. Opisu dokonano na podstawie jednego samca i dwóch samic. W 2022 roku Yeimy Cifuentes i Rogéiro Bertani dokonali redeskrypcji gatunku przy okazji rewizji rodzaju.

## Morfologia
Pająk ten osiąga do 35 mm długości ciała i do około 8 cm rozpiętości odnóży. Samice są brązowe do ciemnooliwkowych z fioletowym połyskiem, samce zaś brązowe z długim, pomarańczowobrązowym lub złocistym owłosieniem. Karapaks jest dłuższy niż szeroki, o lekko wyniesionej części głowowej, szerszym niż dłuższym wzgórku ocznym, głębokich i prostych jamkach oraz wyraźnych rowkach tułowiowych. Oczy pary przednio-środkowej leżą na tej samej wysokości co pary przednio-bocznej, a pary tylno-bocznej bardziej z przodu niż pary tylno-środkowej. Nadustek nie występuje. Szczękoczułki mają na przednich krawędziach rowków od 9 do 10 ząbków. Odnóża pierwszej i czwartej pary są najdłuższe i równej długości, trzeciej zaś najkrótsze. Stopy wszystkich par odnóży mają pełne skopule, natomiast skopule na nadstopiach są pełne w przypadku dwóch pierwszych par, w przypadku ostatniej pary zajmują odsiebną ćwiartkę, a w przypadku przedostatniej pary odsiebne ⅔ u samca i odsiebne ¾ u samicy. 
Samce mają na goleniach pierwszej pary odnóży apofizy (haki) goleniowe złożone z dwóch gałęzi, z których przednio-boczna jest mniejsza i zaopatrzona w kolec na boku, a tylno-boczna większa i zaopatrzona w kolec na wierzchołku; za gałęzią tylno-boczną leży wyraźny, trójkątny guzek. Nogogłaszczki samca mają prawie trójkątne cymbium zbudowane z dwóch niemal równych rozmiarów płatów. Kulisty bulbus ma małe subtegulum i guzek na przednio-bocznej powierzchni tegulum. Od 3 do 3,3 raza dłuższy od tegulum embolus jest gruby, w widoku grzbietowym mniej więcej prosty, ku zakrzywionemu szczytowi gwałtownie zwężony.
Genitalia samicy mają dwie całkowicie odseparowane, długie, owalne spermateki, każda z szeroką i owalną częścią nasadową oraz dobrze zesklerotyzowanym płatem wierzchołkowym o szerokości równej ćwierci szerokości części środkowej.

## Hodowla
Dorosły osobnik wymaga pionowego terrarium o minimalnych wymiarach 20×20×30 cm z elementem wystroju ułatwiającym konstrukcję gniazda. Zaleca się temperaturę 25–30°C w dzień i 18–20°C w nocy oraz wilgotność 70–90%. Preferowane jest karmienie owadami ruchliwymi. Rozmnażanie jest łatwe z powodu rzadkiego okazywania przez samice agresji w stosunku do samca. Samica produkuje kokon jajowy zwykle po około 2 miesiącach po kopulacji, a pierwsze stadium rozwojowe młodych pojawia się w nim po około 25 dniach. Ptasznik jest stosunkowo słabo jadowity i nieagresywny, jednak ze względu na szybkość i skoczność nie jest zalecany dla początkujących.